# Charles Verbessem
Charles Verbessem (Elsene, 4 april 1833 - Gent, 5 april 1899) was een Belgisch industrieel en liberaal politicus.

## Levensloop
Charles Verbessem vestigde zich in 1855 in Gent. Hij maakte fortuin als lijm- en smeermiddelenfabrikant.
Van 1872 tot 1898 zetelde hij voor de liberale fractie in de Oost-Vlaamse provincieraad. Hij was ook consul voor de Dominicaanse Republiek.
Hij zette zich in voor sociale zaken en het behoud van het kunstpatrimonium. In 1893 nam hij het initiatief tot oprichting van een standbeeld voor zijn vriend Karel Miry. Hij was voorzitter van de liefdadigheidskring Zonder Naam Niet Zonder Hart.
Verbessem werd begraven op de Westerbegraafplaats. Zijn borstbeeld werd er in 2010 ontvreemd.